# Gürpınar (district)
Gürpınar is een Turks district in de provincie Van en telt 42.629 inwoners (2007). Het district heeft een oppervlakte van 4130,3 km². Hoofdplaats is Gürpınar.
De bevolkingsontwikkeling van het district is weergegeven in onderstaande tabel.
| 1997   | 2000   | 2007   |
| ------ | ------ | ------ |
| 37.797 | 37.226 | 42.629 |